# Danalia ypsilon
Danalia ypsilon är en kräftdjursart som beskrevs av Smith 1906. Danalia ypsilon ingår i släktet Danalia och familjen Cryptoniscidae. Inga underarter finns listade i Catalogue of Life.